# Kanton Juniville
Kanton Juniville (fr. Canton de Juniville) byl francouzský kanton v departementu Ardensko v regionu Champagne-Ardenne. Skládal se ze 13 obcí. Zrušen byl po reformě kantonů 2014.

## Obce kantonu
- Alincourt
- Annelles
- Aussonce
- Bignicourt
- Le Châtelet-sur-Retourne
- Juniville
- Ménil-Annelles
- Ménil-Lépinois
- Neuflize
- La Neuville-en-Tourne-à-Fuy
- Perthes
- Tagnon
- Ville-sur-Retourne